# Liste des députés des citoyens français de Tunisie
Lors des deux assemblées constituantes de la Quatrième République, deux circonscriptions ont servi à faire représenter les citoyens français de Tunisie. Cette page présente les deux députés de ces circonscriptions éphémères.

## Première assemblée constituante
Lors de la première Assemblée nationale constituante, qui se tient du 21 octobre 1945 au 10 juin 1946, on trouve Louis Brunet (12 février 1899-14 juin 1987) et Antoine Colonna (13 octobre 1901-29 avril 1976), tous les deux dans le groupe Résistance démocratique et socialiste.

## Deuxième assemblée constituante
Lors de la deuxième Assemblée nationale constituante, qui se déroule du 2 juin 1946 au 27 novembre 1946, on trouve exactement la même configuration,. Notons qu'ils sont cette fois-ci dans le groupe Démocratique et socialiste de la Résistance.